# جو-نو-کاتا
جو-نو-کاتا (به ژاپنی: 柔の形)-(به انگلیسی: Ju-no-kata) یکی از فنون و تکنیک‌های دستهٔ کاتا رشتهٔ ورزشی جودو است که در زیردستهٔ جودو دسته‌بندی می‌شود. 